# Sharon Colyear
Sharon Colyear (Reino Unido, 22 de abril de 1955) es una atleta británica retirada especializada en la prueba de 4 x 100 m, en la que ha conseguido ser subcampeona europea en 1978.

## Carrera deportiva
En el Campeonato Europeo de Atletismo de 1978 ganó la medalla de plata en los relevos 4 x 100 metros, con un tiempo de 42.72 segundos, llegando a meta tras la Unión Soviética y por delante de Alemania del Este (bronce).